# Iglesia de San Nicolás (Madrid)
La iglesia de San Nicolás de Bari o Los Servitas, en Madrid (España), es uno de los templos más antiguos de esa ciudad, situado entre la calle y la plaza de San Nicolás, y la plaza del Biombo. En el siglo xxi es parroquia de la comunidad italiana en la capital de España.

## Historia
La Iglesia de San Nicolás de Bari está nombrada en el Fuero de Madrid de 1202 como una de las parroquias de la ciudad. Actualmente es una de las iglesias más antiguas de Madrid, tras el derribo de la iglesia de Santa María de la Almudena, título que disputa con la Ermita de Santa María la Antigua. Los restos arqueológicos conservados y su situación hacen pensar que pudo ser una mezquita musulmana. Lo más probable es que su construcción date del siglo XII, puesto que su torre, declarada monumento nacional en 1931 y situada al sur del edificio, tiene todas las características de ser un campanario mudéjar de aquella época. La nave y capillas fueron reformadas en el siglo XVII.
En la restauración del año 1805, la Iglesia de San Nicolás perdió el rango de parroquia en favor de la vecina de El Salvador por lo que el edificio quedó abandonado hasta que en 1825 fue cedido a la congregación de la Orden Tercera de Servitas, quienes restauraron y acondicionaron el templo. En 1842 debido a la demolición de la parroquia de El Salvador, retornó la parroquialidad a San Nicolás, pero en el año 1891 se volvió a trasladar a la que había sido iglesia del hospital de Antón Martín en la calle Atocha, hoy parroquia de El Salvador y San Nicolás, quedando el viejo edificio como iglesia de San Nicolás de los Servitas, nombre con el que en la actualidad se la conoce.
A finales del siglo XX se han ejecutado intervenciones destacadas, siendo la principal la realizada en 1983. En algunas de estas intervenciones se realizó la sustitución de la piedra, que debía de estar muy deteriorada, en la zona del ábside, en donde se aprecian acabados distintos a la piedra original.
Todos los domingos y fiestas de guardar hay una misa enteramente en italiano.

## Misa en italiano
Los siguientes días a las 12:00:
1. Oír misa entera todos los domingos y fiestas de guardar.
Los días santos de la custodia o precepto que pueden no sean en el domingo:[3][4]
1 de enero - Solemnidad de Santa María, Madre de Dios;
6 de enero - Epifanía del Señor;
19 de marzo - Solemnidad de San José (según el año se puede pasar al domingo de la semana correspondiente);
Ascensión de Jesús (fecha variable - jueves de la sexta semana de Pascua);
Corpus Christi (primer jueves después el domingo de la Santísima Trinidad) (según el año se puede pasar al domingo de la semana correspondiente);
15 de mayo - Isidro Labrador
29 de junio - Solemnidad de los Apóstoles San Pedro y San Pablo (según el año se puede pasar al domingo de la semana correspondiente);
25 de julio - Santiago el Mayor es el patrono de España. (según el año se puede pasar al domingo de la semana correspondiente);
15 de agosto - Solemnidad de la Asunción de la Virgen María-Ferragosto;
4 de octubre - Francisco de Asís es el patrono de Italia. (según el año se puede pasar al domingo de la semana correspondiente);
1 de noviembre - Solemnidad de todos los santos;
9 de noviembre - Virgen de la Almudena
8 de diciembre - Solemnidad de la Inmaculada Concepción de la Virgen María;
25 de diciembre - Navidad.

## Descripción

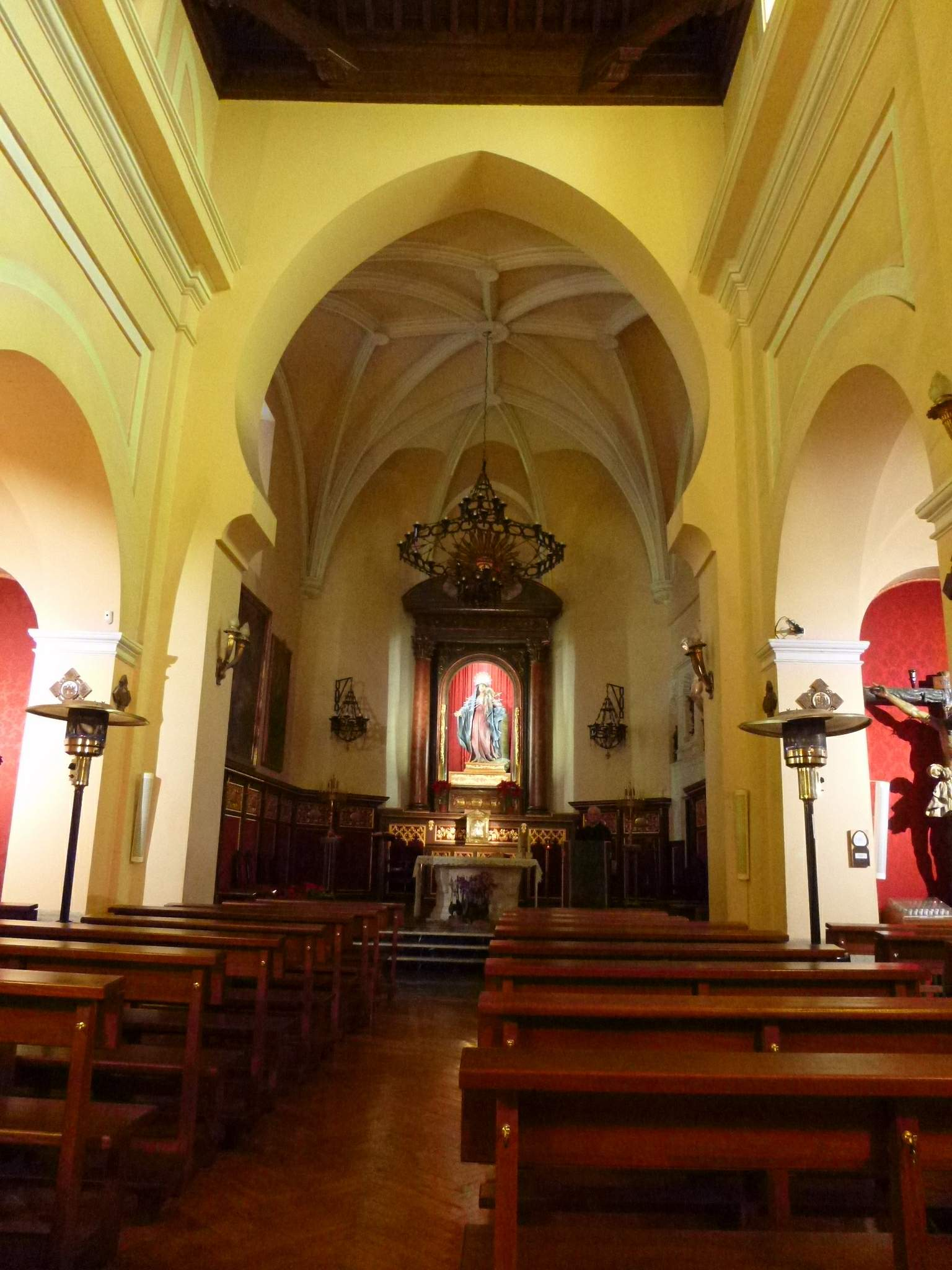
Aspecto del interior del templo

Las sucesivas restauraciones que ha sufrido este edificio a lo largo de los siglos han condicionado su fisonomía actual. Levantada sobre una planta de tres naves, tiene un ábside del siglo XV, construido con piedra de cantería de pequeño tamaño procedente de afloramientos del cretácico superior, salvo la ventana que ilumina su interior que está recercada con granito. Esta piedra de cantería proviene de las zonas de El Molar o de Torrelaguna (Canteras de Redueña). Así mismo destaca la bella armadura mudéjar que cubre la nave central y la bóveda gótica del ábside.

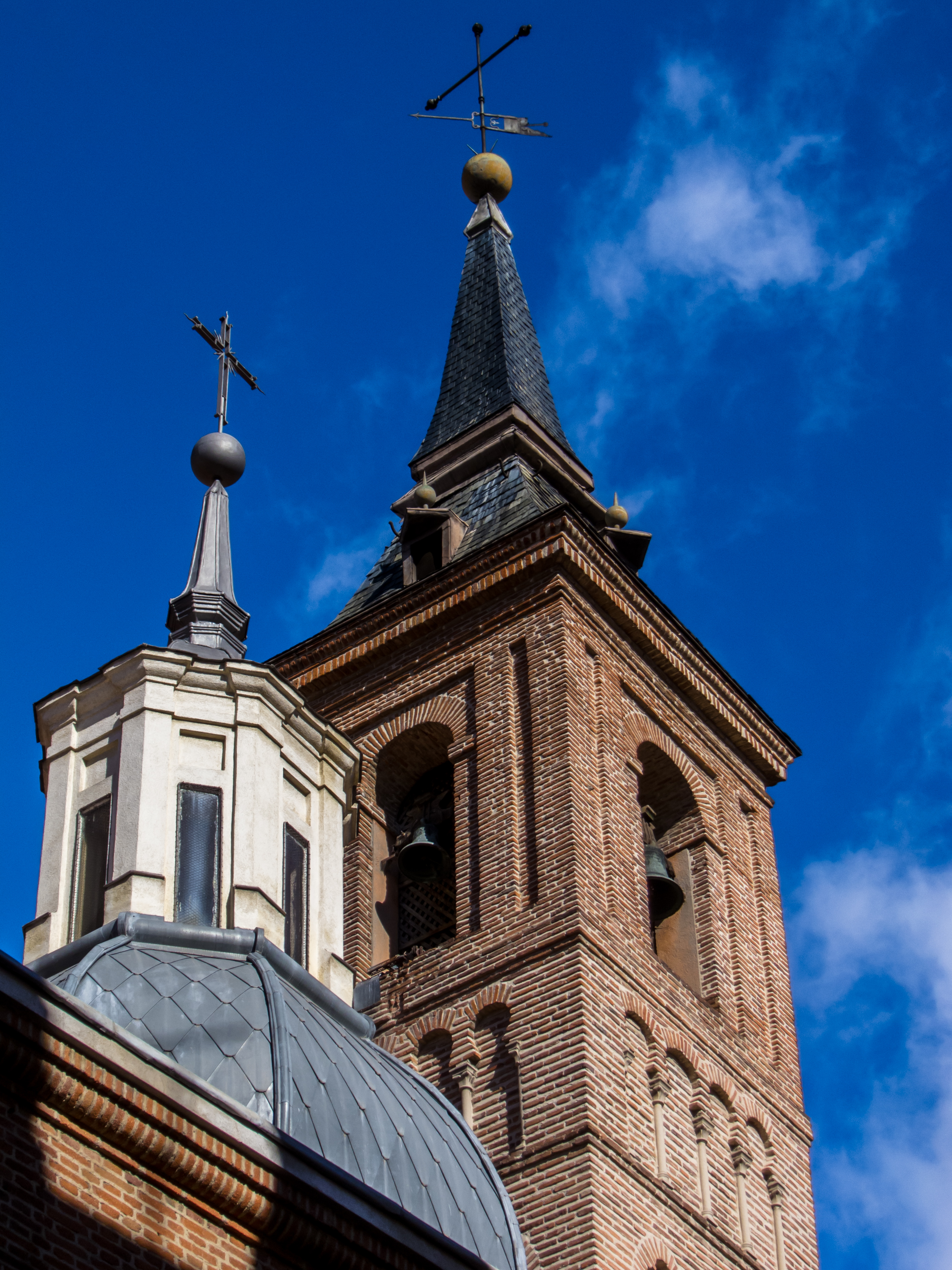
Cimborrio y torre de obra mudéjar levantada por los alarifes de la morería madrileña.

El elemento más interesante de este templo es, sin duda, su torre, que data del siglo XII, excepto el típico chapitel de estilo herreriano que la remata, realizado en pizarra durante el siglo XVIII. Tiene planta cuadrada y está construida con ladrillo decorada con arquerías ciegas. El ladrillo tiene unas dimensiones de 30 x 15 cm en las zonas inferiores, pero hacia la zona del campanario los ladrillos son más pequeños y de una tonalidad diferente. Esta torre corresponde posiblemente a uno de los minaretes árabes que tuvo la Villa de Madrid. La torre fue transformada en el siglo XIV, cuando se cambió la cubierta, que posteriormente fue sustituida por el chapitel.
La Iglesia tiene dos puertas de entrada, ambas con jambas y dinteles realizados con granito. La principal es una bella portada barroca labrada en el siglo XVIII por Luis Salvador Carmona en donde aparece la imagen de San Nicolás en un relieve. Toda la fachada en que se inserta esta portada está realizada en ladrillo con una disposición y dimensiones muy diferentes al resto del edificio. 
La otra es una puerta de medio punto, insertada en una fachada con zócalo de mampostería de sílex que evoluciona verticalmente a encintados de ladrillos con cajones de mampostería, que corresponde al denominado “aparejo toledano”, donde además aparece puntualmente algún mampuesto de dolomía-caliza del Terciario. Esta fachada finaliza en el nivel superior con tres ventanas y un balcón en ladrillo.